# Орден Орла Грузии
Орден Орла Грузии (груз.ჩვენისა იესო ქრისტეს უკერველი კვართის,полное название: Орден Грузинского Орла и Священной туники Господа нашего Иисуса Христа)-это высший рыцарский орден, присуждаемый главой Грузинского Царского Дома.Князь Давид Багратион Мухранский, Великий Магистр ордена и претендент на престол Грузии.Князь Давид стал главой Дома Багратион-Мухранских, главой Грузинского Царского Дома и Великим Магистром ордена после смерти его отца, князя Георгия Ираклиевича Багратион-Мухранского.

## История ордена

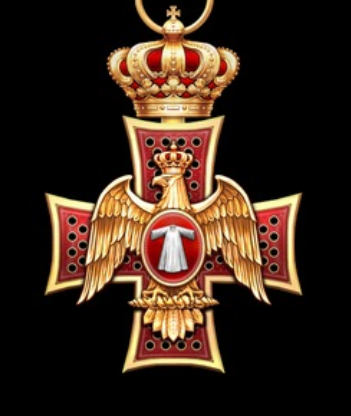
Знак ордена на ленте

Святая царица Тамар учредила этот орден рыцарей, чтобы оказывать помощь Трапезундской империи, и она дала ему тунику Господа нашего в качестве эмблемы, а в качестве знака отличия — одноглавого орла, чтобы отличить его от геральдических знаков. По преданию, после поражения римских воинов реликвия была перевезена в Грузию, сохранена и захоронена в соборе Светицховели вместе с инсигниями царя Давида и воссоздан в 1939 году дедом нынешнего Главы Царского Дома, Его Царское Высочество Ираклий Багратион-Мухранский, как главный орден Царского Дома. В 1942 году князь Ираклий Багратион-Мухранский был избран президентом Союза грузин-традиционалистов, преданных восстановлению свободной Грузии под конституционной монархией. После его смерти в 1977 году принца Ираклия изменил его претензии его первенец, князь Георгий Ираклиевич Багратион-Мухранский, награждавший орденом лишь в пределах своей семьи до 2001 года, когда он решил предоставить уступки за преимущества, заслуги и/или службу Царскому дому и народу Грузии. После 2003 г. князь Георгий Ираклиевич дал новую версию статута Ордена, установив его текущие правила. Вслед за этим историческим событием, по прошествии более чем двухсот лет, 25 декабря 2009 года нынешний глава Царского дома Грузии наследный князь Давид Георгиевич издал специальный указ об учреждении Ордена Короны Грузии. В 2017 году герцог и герцогиня Глостерские получили Большую цепь Ордена Орла Грузии от имени Ее Величества Королевы Елизаветы II в честь ее 90-летия.
Орден признан династическим (то есть орден, вручаемый монархом, утратившим свой престол, или его наследниками) рыцарским орденом. В Европейской литературе он указан как орден, воссозданный главой Грузинского Царского Дома в изгнании. Международная комиссия по рыцарским орденам описывает его как «новый рыцарский институт, воссозданный главой Грузинского Царского Дома». Августовское общество отмечает его как династическую награду Грузинского Царского Дома.

## Великие магистры ордена (с 1939 г.)
- Царица Тамара (1184—1213)

- Ираклий (1909—1977),
- Георгий (1944—2008),
- Давид (род. 1976).

## Степени ордена

Порядок ношения знаков различия для мужчин каждого звания.

Порядок ношения знаков различия женщинами в каждом звании.

Геральдические изображения знаков отличия ордена для каждой степени.

Орден Орла Грузии имеет семь степеней. Однако две низшие степени обычно не присуждаются. Для женщин эквивалентом звания и звания Рыцаря является Дама.:
- Большой крест (то есть,орденская цепь).
- Командор 1-го класса/Дама 1-го класса
- Командор 2-го класса/Дама 2-го класса
- Рыцарь 1-го класса/Дама 3-го класса
- Рыцарь 2-го класса/Дама 4-го класса
- Рыцарь 3-го класса/Дама-Кавалер
- Офицер/Дама-Офицер
- Член/Дама-член

## Офицеры Ордена
1. Королева Великобритании Елизавета II.
2. Король Италии Умберто II.
3. Болгарский царь Борис III.
4. Болгарский царь Симеон II.
5. Король Тонга Джордж Тупоу V.
6. Португальский герцог Дуарте Пиу Браганса.
7. Великий князь Владимир Кириллович Романов.
8. Великая княгиня Леонида Георгиевна Романова.
9. Неджла Хибетуллах Османоглу.
10. Юкио Хатояма.
11. Виктор Эммануил Савойский, принц Неаполитанский, глава Савойской династии.
12. Эммануил Филиберт Савойский, принц Венеции и Пьемонта.
13. Патриарх Грузии Илия II.
14. Патриарх Константинопольский Варфоломей I.
15. Патриарх Иерусалимский Феофил III.
16. Сербский Патриарх Ириней.
17. Русский митрополит Иларион Капрал.
18. Эфиопский Патриарх Абуна Павел.
19. 49-й Великий Магистр Ордена Святого Лазаря Дон Карлос Гереда и де Бурбон.
20. Князь Гурам Георгиевич Багратион-Мухранский.
21. Княжна Мария Багратион-Мухранская.
22. Никола II Черногорский.
23. Лека I Зогу.
24. Инфант Хайме де Бурбон, принц Испанский.